# Patrick Achi
Patrick Achi (n. 17 noiembrie 1955, Paris, Franța) este un politician ivorian care ocupă funcția de prim-ministru al Coastei de Fildeș din 26 martie 2021. Membru al Partidului Democratic din Coasta de Fildeș, a studiat la Supélec și la Universitatea Stanford și este specializat în inginerie și infrastructură. A lucrat, de asemenea, ca purtător de cuvânt al guvernului președintelui Alassane Ouattara.

## Carieră
Între 2010 și 2017, Achi a fost ministru al infrastructurii economice pentru guvernele prim-miniștrilor succesivi Guillaume Soro (2010–2012), Jeannot Ahoussou-Kouadio (2012) și Daniel Kablan Duncan (2012–2017).
Achi a fost numit prim-ministru interimar la 8 martie 2021 pentru a-și asuma atribuțiile primului ministru Hamed Bakayoko, care fusese internat în spital. Bakayoko a murit două zile mai târziu. Achi a fost numit prim-ministru la 26 martie 2021 de către președintele Ouattara. În această calitate, el a apărut ca un personaj important în discuțiile pentru a rezolva un deficit mare de generare de energie care a pus presiune pe aprovizionarea cu energie electrică în zonele urbane timp de câteva săptămâni.
În octombrie 2021, numele său a fost menționat în Pandora Papers. A controlat cel puțin până în 2006 Allstar Consultancy Services Limited, o companie offshore situată în Bahamas și creată în 1998 printr-o terță parte, în timp ce Achi era comisar guvernamental la Compania Ivoriană de Electricitate (CIE) și consilier tehnic al ministrului energiei.